# Плотава (Московская область)
Плота́ва — деревня в Орехово-Зуевском муниципальном районе Московской области. Входит в состав сельского поселения Малодубенское. Население — 36 чел. (2010).

## География
Деревня Плотава расположена в северной части Орехово-Зуевского района, примерно в 6 км к северо-западу от города Орехово-Зуево. Высота над уровнем моря 129 м. Ближайший населённый пункт — деревня Ожерелки.

## Название
Название образовано от географического термина плотава (плота).

## История
В конце ноября-начале декабря 1830 года в этой деревне почти на месяц задержали А. С. Пушкина, направляющегося из нижегородского Болдино в Москву. В связи с карантином въезд в столицу был запрещён из-за эпидемии холеры. Поэт же спешил в Москву после плодотворной болдинской осени, везя с собой две последние главы «Евгения Онегина», «Маленькие трагедии», около 30 стихотворений, 5 повестей в прозе. в 1960-х годах праправнуки жителей установили ему памятник.
В 1926 году деревня входила в Ожерелковский сельсовет Федоровской волости Орехово-Зуевского уезда Московской губернии.
С 1929 года — населённый пункт в составе Орехово-Зуевского района Орехово-Зуевского округа Московской области, с 1930-го, в связи с упразднением округа, — в составе Орехово-Зуевского района Московской области.
До муниципальной реформы 2006 года Плотава входила в состав Малодубенского сельского округа Орехово-Зуевского района.
В своё время в Плотаве останавливался Пушкин: путь в Болдино Нижегородской области лежал через Плотаву.

## Население
В 1926 году в деревне проживало 262 человека (123 мужчины, 139 женщин), насчитывалось 52 хозяйства, из которых 49 было крестьянских. По переписи 2002 года — 36 человек (18 мужчин, 18 женщин).
| 1926 | 2002 | 2006 | 2010 |
| ---- | ---- | ---- | ---- |
| 262  | ↘36  | ↘35  | ↗36  |